# Ukraine aux Jeux olympiques
La participation de l'Ukraine aux Jeux olympiques débute lors des Jeux d'été de 1952 à Helsinki, sous les couleurs de l'Union des républiques socialistes soviétiques (Code CIO : URS) dont l'Ukraine est alors une république constitutive. Après la dissolution de l'URSS en 1991, l'Ukraine participe aux Jeux olympiques d'hiver de 1992 d'Albertville et aux Jeux d'été la même année à Barcelone au sein d'une équipe unifiée qui rassemble quatre puis onze des quatorze autres anciennes républiques soviétiques. Deux ans plus tard, aux Jeux olympiques d'hiver de 1994 de Lillehammer, l'Ukraine est présente pour la première fois en tant que nation indépendante.

## Comité International Olympique
Le Comité olympique ukrainien a été fondé en 1990 et reconnu en 1993 par le CIO.

## Tableau des médailles

### Par année
| Année               | Athlètes | Médaille d'or, Jeux olympiques | Médaille d'argent, Jeux olympiques | Médaille de bronze, Jeux olympiques | Total | Rang |
| Atlanta 1996        | 231      | 9                              | 2                                  | 12                                  | 23    | 9e   |
| Sydney 2000         | 230      | 3                              | 10                                 | 10                                  | 23    | 21e  |
| Athènes 2004        | 239      | 8                              | 5                                  | 9                                   | 22    | 13e  |
| Pékin 2008          | 243      | 7                              | 4                                  | 11                                  | 22    | 12e  |
| Londres 2012        | 238      | 5                              | 4                                  | 10                                  | 19    | 14e  |
| Rio de Janeiro 2016 | 203      | 2                              | 5                                  | 4                                   | 11    | 31e  |
| Tokyo 2020          | 155      | 1                              | 6                                  | 12                                  | 19    | 44e  |
| Total               | 1539     | 35                             | 36                                 | 68                                  | 139   | 35e  |

| Année               | Athlètes | Médaille d'or, Jeux olympiques | Médaille d'argent, Jeux olympiques | Médaille de bronze, Jeux olympiques | Total | Rang |
| Lillehammer 1994    | 37       | 1                              | 0                                  | 1                                   | 2     | 13e  |
| Nagano 1998         | 56       | 0                              | 1                                  | 0                                   | 1     | 18e  |
| Salt Lake City 2002 | 68       | 0                              | 0                                  | 0                                   | 0     | -    |
| Turin 2006          | 52       | 0                              | 0                                  | 2                                   | 2     | 25e  |
| Vancouver 2010      | 52       | 0                              | 0                                  | 0                                   | 0     | -    |
| Sotchi 2014         | 45       | 1                              | 0                                  | 1                                   | 2     | 20e  |
| Pyeongchang 2018    | 33       | 1                              | 0                                  | 0                                   | 1     | 21e  |
| Pékin 2022          | 45       | 0                              | 1                                  | 0                                   | 1     | 25e  |
| Total               | 388      | 3                              | 2                                  | 4                                   | 9     | 31e  |

### Par sport
| Place | Sport               | Médaille d'or, Jeux olympiques | Médaille d'argent, Jeux olympiques | Médaille de bronze, Jeux olympiques | Total | Rang |
| 1     | Gymnastique         | 7                              | 5                                  | 8                                   | 20    | 15e  |
| 2     | Boxe                | 5                              | 4                                  | 7                                   | 16    | 16e  |
| 3     | Lutte               | 4                              | 8                                  | 9                                   | 21    | 20e  |
| 4     | Tir                 | 4                              | 3                                  | 3                                   | 10    | 22e  |
| 5     | Natation            | 4                              | 3                                  | 2                                   | 9     | 18e  |
| 6     | Canoë-Kayak         | 3                              | 4                                  | 4                                   | 11    | 22e  |
| 7     | Athlétisme          | 3                              | 3                                  | 15                                  | 21    | 45e  |
| 8     | Escrime             | 3                              | 1                                  | 5                                   | 9     | 17e  |
| 9     | Haltérophilie       | 2                              | 1                                  | 2                                   | 5     | 29e  |
| 10    | Voile               | 1                              | 2                                  | 2                                   | 5     | 25e  |
| 11    | Tir à l'arc         | 1                              | 1                                  | 2                                   | 4     | 9e   |
| 12    | Aviron              | 1                              | 1                                  | 1                                   | 3     | 31e  |
| 13    | Cyclisme            | 0                              | 2                                  | 2                                   | 4     | 29e  |
| 14    | Judo                | 0                              | 1                                  | 3                                   | 4     | 40e  |
| 15    | Karaté              | 0                              | 1                                  | 1                                   | 2     | 11e  |
| 16    | Pentathlon moderne  | 0                              | 1                                  | 0                                   | 1     | 19e  |
| 17    | Natation artistique | 0                              | 0                                  | 2                                   | 2     | 9e   |
| 17    | Plongeon            | 0                              | 0                                  | 2                                   | 2     | 23e  |
| 19    | Handball            | 0                              | 0                                  | 1                                   | 1     | 12e  |
| 19    | Tennis              | 0                              | 0                                  | 1                                   | 1     | 33e  |
| Total | Total               | 38                             | 41                                 | 72                                  | 151   | 34e  |

| Place | Sport               | Médaille d'or, Jeux olympiques | Médaille d'argent, Jeux olympiques | Médaille de bronze, Jeux olympiques | Total | Rang |
| 1     | Biathlon            | 1                              | 1                                  | 3                                   | 5     | 13e  |
| 2     | Ski acrobatique     | 1                              | 1                                  | 0                                   | 2     | 11e  |
| 3     | Patinage artistique | 1                              | 0                                  | 1                                   | 2     | 22e  |
| Total | Total               | 3                              | 2                                  | 4                                   | 9     | 31e  |

## Sportifs les plus médaillés
Le record du nombre de médailles est détenu par la nageuse Jana Klotchkova qui a remporté cinq médailles.
| Nom                    | Sport       | Jeux                | Médaille d'or, Jeux olympiques | Médaille d'argent, Jeux olympiques | Médaille de bronze, Jeux olympiques | Total |
| Olha Kharlan           | Escrime     | 2008-2012-2016-2024 | 2                              | 1                                  | 3                                   | 6     |
| Jana Klotchkova        | Natation    | 2000-2004           | 4                              | 1                                  | 0                                   | 5     |
| Inna Osypenko-Radomska | Canoë-kayak | 2004 - 2008 - 2012  | 1                              | 2                                  | 1                                   | 4     |
| Lilia Podkopayeva      | Gymnastique | 1996                | 2                              | 1                                  | 0                                   | 3     |
| Olena Kostevych        | Tir         | 2004 - 2012         | 1                              | 0                                  | 2                                   | 3     |

## Porte-drapeau
- Jeux olympiques d'hiver de 1994 - Viktor Petrenko
- Jeux olympiques d'été de 1996 - Sergueï Bubka
- Jeux olympiques d'hiver de 1998 - Andriy Deryzemlya
- Jeux olympiques d'été de 2000 - Yevhen Braslavets
- Jeux olympiques d'hiver de 2002 - Olena Petrova
- Jeux olympiques d'été de 2004 - Denys Sylantyev
- Jeux olympiques d'hiver de 2006 - Natalia Yakushenko
- Jeux olympiques d'été de 2008 - Yana Klochkova
- Jeux olympiques d'hiver de 2010 - Liliya Ludan
- Jeux olympiques d'été de 2012 - Roman Gontyuk
- Jeux olympiques d'été de 2016 - Mykola Milchev